# Ian Smith (rugby à XIII)
Pour les articles homonymes, voir Ian Smith (homonymie) et Smith.
Ian Smith (né en 1965) est un arbitre anglais de rugby à XIII. Il officie plus particulièrement au sein du championnat européen de rugby à XIII : la Super League.